# Château de Pierre-Levée
Pour les articles homonymes, voir Pierre levée.
Le château de Pierre-Levée est un château du troisième quart du XVIIIe siècle, situé à Olonne-sur-Mer, sur la commune des Sables-d'Olonne, en Vendée.

## Historique
Bâti sur un haut lieu de la Préhistoire, il doit son nom aux 2 menhirs érigés à proximité et signalés dès 1070.
Le château fut construit au XVIIIe siècle par Luc Pezot. Bourgeois riche et ambitieux, il fut tour à tour l’un des grands Argentiers de la ville, armateur, échevin et receveur des tailles. C’est dans les années 1770, qu’il décide de se faire construire  une maison de campagne au lieu-dit « La Pierre Levée ».
S’inspirant des lignes du Petit Trianon de Versailles Luc Pezot osa se faire bâtir un château d’envergure royale afin d’y mener une vie princière alors que le royaume était au bord  de la faillite et le peuple dans la misère. Luc Pezot meurt sans héritier. Après la révolution, le château devient la propriété de la famille Auvynet, dont les descendants occupent encore aujourd’hui les murs.
Depuis les années 1940, le château est inscrit aux monuments historiques.

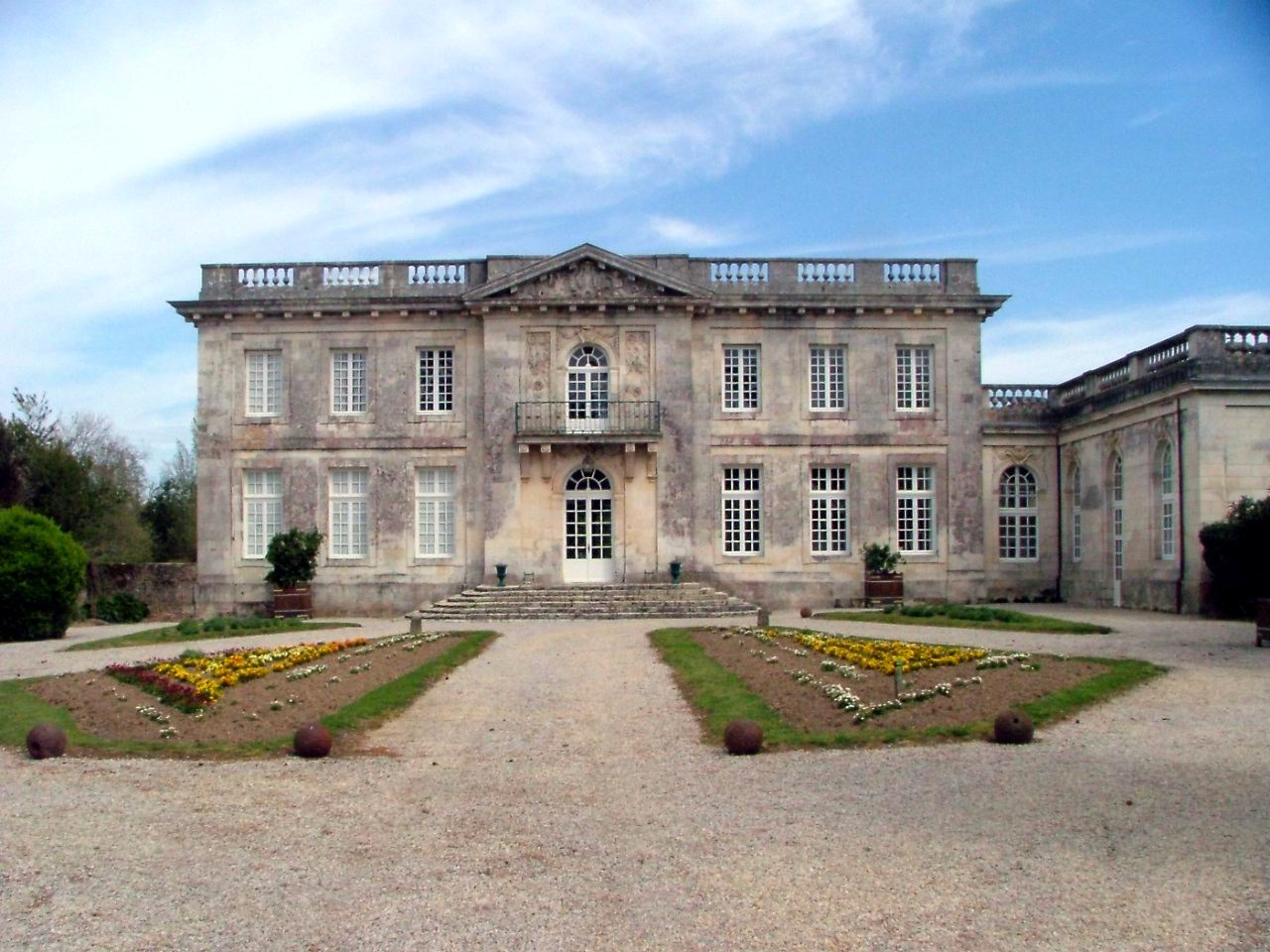

## Protections
Certaines parties du château (façades et toitures et pièces du rez-de-chaussée), ainsi que des éléments alentour (le parc clos, le cadran solaire et les communs) font l’objet d’un classement au titre des monuments historiques depuis le 5 juillet 1948. Les parties du château non classées font l’objet d’une inscription au titre des monuments historiques depuis le 10 avril 1948. L'allée bordée d'arbres et le bois opposé au château font l’objet d’une inscription au titre des monuments historiques depuis le 17 juin 1949.

## Spectacles
Le château est la scène d'un spectacle estival retraçant son histoire.